# San Juan Tamazola
San Juan Tamazola es una localidad del estado mexicano de Oaxaca. Es cabecera del municipio de San Juan Tamazola.

## Demografía
| Censo | Población |
| ----- | --------- |
| 1910  | 787       |
| 1921  | 548       |
| 1930  | 180       |
| 1940  | 118       |
| 1950  | 205       |
| 1960  | 418       |
| 1970  | 276       |
| 1980  | 209       |
| 1990  | 134       |
| 1995  | 200       |
| 2000  | 84        |
| 2005  | 171       |
| 2010  | 164       |
| 2020  | 250       |